# I fratelli Koala
I fratelli Koala (The Koala Brothers) è una serie animata australiano-britannica in stop-motion, in onda in Italia su Playhouse Disney e Rai 2.

## Personaggi e doppiatori
- Saverio Indrio: Voce narrante
- Mauro Gravina: Frank
- Franco Mannella: Buster
- Antonella Rinaldi: Lolly
- Ilaria Latini: Alice
- Paolo Marchese: George
- Valeria Vidali: Josie
- Sergio Lucchetti: Archie
- Corrado Conforti: Sammy
- Laura Latini: Mitzi
- Emiliano Coltorti: Ned